# Двигатель Toyota AZ
Двигатели Toyota серии AZ — бензиновые рядные 4-цилиндровые двигатели производства Toyota. Двигатели серии AZ состоят из литого алюминиевого блока двигателя с чугунными гильзами цилиндров, алюминиевой головкой цилиндров с двумя распредвалами. Серия имеет много передовых технологий, включая наклонные (squish) камеры сгорания, смещённые центры цилиндров и коленчатого вала, а также систему VVT-i. Кованый стальной коленчатый вал полностью сбалансирован восемью противовесами и поддерживается пятью основными подшипниками. Двигатель имеет габариты 626 мм × 608 мм × 681 мм.
Двигатели серии AZ пришли на замену двигателям серии S. В настоящее время на смену серии AZ пришла серия AR.

## 1AZ-FE
Двигатель 1AZ-FE имеет объём 2,0 л (1998 см3). Мощность двигателя составляет 145 л.с. при 6000 оборотах в минуту, крутящий момент — 190 Н⋅м при 4000 оборотах в минуту в версии для Camry Aurion. Двигатели на Rav4 и Ipsum показывают при тех же оборотах 148—150 л.с. и 193 Н⋅м соответственно. Диаметр цилиндра — 86 мм, ход поршня — 86 мм, степень сжатия — 9,6:1.
1AZ-FE устанавливался на автомобили:
- Toyota Camry (Aurion) (2006—2013)
- Toyota Rav4 (2001—2003)
- Toyota Rav4 Euro (2003—2006)
- Toyota Picnic/Avensis Verso (2001—2009)

## 1AZ-FSE
Двигатель 1AZ-FSE имеет объём 2,0 л (1998 см3). Диаметр цилиндра — 86 мм, ход поршня — 86 мм, степень сжатия — 10,5:1. Мощность двигателя составляет 155 л.с. (115 кВт) при 6000 об/мин, а крутящий момент — 192 Н⋅м при 4000 об/мин. 1AZ-FSE оснащается системой непосредственного впрыска топлива D-4.
1AZ-FSE устанавливался на автомобили:
- Toyota Avensis
- Toyota Avensis Verso
- Toyota Noah/Voxy
- Toyota RAV4
- Toyota Gaia
- Toyota Isis
- Toyota Picnic
- Toyota Caldina
- Toyota Wish
- Toyota Allion
- Toyota Premio
- Toyota Opa
- Toyota Voxy
- Toyota Noah

## 2AZ-FE
Двигатель 2AZ-FE имеет объём 2,4 л (2362 см3). Этот двигатель производился в Японии (завод Камиго), на автозаводе Toyota в штате Кентукки (США), а также в Китае для некоторых моделей Scion XB. Диаметр цилиндра — 88,5 мм, ход поршня — 96,0 мм, степень сжатия — 9,6:1. Мощность двигателя составляет 160 л.с. (120 кВт) при 5600 об/мин, а крутящий момент — 220 Н⋅м при 4000 об/мин. В дальнейшем двигатель 2AZ-FE был модернизирован до степени сжатия 9,8:1, был изменён профиль впускных кулачков, красная зона начиналась с 6500 оборотов в минуту. Поздние версии показывали 161 л. с. (120 кВт) в Scion tC, 177 л. с. (132 кВт) в Rav4, и 158 л. с. (118 кВт) в Camry, Corolla XRS, и Scion xB. Тем не менее, они были первыми двигателями, соответствующими новому стандарту SAE J1349. На Rav 4 используется изменённая крышка цепи привода ГРМ, в отличие от Camry, но, тем не менее, детали могут быть взаимозаменяемыми.
До весны 2009 года на автомобилях Scion tC был доступен нагнетатель TRD.
В Северной Америке обнаружилась проблема горения масла, начиная после 45 000 миль. Конструкция поршневых колец была названа проблемной. Toyota даже выпустила карту технического обслуживания TSB #0094-11 в августе 2011 года, но от общего отзыва отказалась. Есть несколько судебных исков относительно этого вопроса. В январе 2015 года в Северной Америке появилась расширенная гарантия (ZE7). Тем не менее, Toyota по-прежнему говорит о том, что сгорание 1 литра масла каждые 1200 миль это нормально. Проблема относится только к автомобилям Toyota в Северной Америке.
2AZ-FE устанавливался на автомобили:
- Toyota Camry (2002—2011)
- Toyota Matrix S (США)/XR (Канада)/XRS (2009—2011)
- Pontiac Vibe (2009—2010)
- Toyota Corolla XRS (2009—2010, 2011—2013 только в Мексике)
- Toyota Camry Solara (2002—2008)
- Toyota RAV4 (2004—2007)
- Toyota Highlander/Kluger/Harrier (2001—2007)
- Toyota Estima / Toyota Ipsum / Toyota Previa / Toyota Tarago
- Toyota Alphard
- Toyota Blade
- Toyota Avensis
- Scion tC (2005—2010)
- Scion xB (2008—2015)
- Toyota MarkX Zio (2007—2013)
- Toyota Ipsum
- Toyota Vanguard

## 2AZ-FSE
Двигатель 2AZ-FSE имеет объём 2,4 л (2362 см3). Диаметр цилиндра — 88,5 мм, ход поршня — 96,0 мм. Мощность двигателя составляет 161 л. с. (120 кВт) при 5800 оборотах в минуту, крутящий момент — 231 Н⋅м при 3800 оборотах в минуту. 2AZ-FSE оснащается системой непосредственного впрыска топлива D-4. 2AZ-FSE устанавливался на автомобиль Toyota Avensis.

## 2AZ-FXE
2AZ-FXE — вариант двигателя 2AZ-FE, работающий по циклу Аткинсона. Он имеет те же диаметр цилиндра и ход поршня, но кулачки и поршни изменены. Степень сжатия — 12,5:1.
Большая поверхность клапанов приводит к снижению заряда цилиндра, мощности и крутящего момента, но эффективность повышается. Эта комбинация подходит для применения 2AZ-FXE только в гибридных автомобилях, где весь момент реализуется с помощью электродвигателя и аккумуляторов.
Мощность, реализуемая в гибридных Camry, достигает 147 л.с. (108 кВт) при 6000 оборотах в минуту, крутящий момент — 187 Н⋅м при 4400 оборотах в минуту.
2AZ-FXE устанавливался на автомобили:
- Toyota Alphard Hybrid
- Toyota Estima Hybrid
- Toyota Camry Hybrid AHV40 (2007—2011)
- Lexus HS 250h (2010—2012)
- Toyota Sai (с 2009 года)